# Beretta OVP

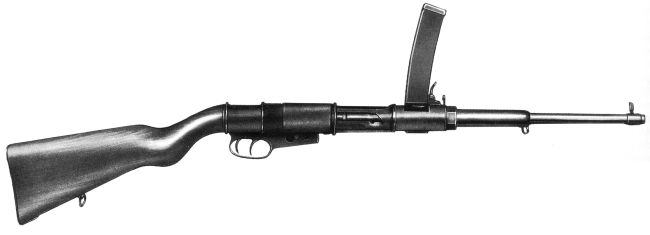
Beretta OVP

A Beretta OVP foi uma submetralhadora desenvolvida na Itália.

## Desenvolvimento
Os Italianos foram um dos primeiros exércitos a adotar uma submetralhadora, ou, mais corretamente, uma arma de fogo automática leve, com munição de pistola. Esta foi a Villar Perosa. Que deixou de ser uma arma de serviço, em 1918, mas o mecanismo era um desenha bom e logo após o fim da guerra com os fabricantes da VP (Villar Perosa) foram convidados a produzir uma arma mais prática - que se tornou conhecido como o OVP.

## História
O OVP foi emitido no início da década de 1920 e pela altura da II Guerra Mundial tinha sido em grande parte substituídos pelos diversos modelos da Beretta. No entanto, o OVP foi usado na Guerra da Abissínia, e foi utilizado em pequenos números por algumas unidades italianas no Deserto Ocidental, em 1941. Após isso, parece que a arma foi retirada de serviço e exemplares sobreviventes desta arma são raros.